# Provincia di Ouarzazate
La provincia di Ouarzazate è una delle province del Marocco, parte della Regione di Drâa-Tafilalet.
Nel 2009 una parte del suo territorio è stato scisso ed è entrato a far parte, unitamente a parte della provincia di Errachidia, della nuova provincia di Tinghir.

## Geografia antropica

### Suddivisioni amministrative
La provincia di Ouarzazate, prima della scissione, contava 6 municipalità e 32 comuni:

#### Municipalità
- Boumalne Dades
- Kelaat Mgouna
- Ouarzazate
- Tabounte
- Taznakht
- Tinghir

#### Comuni
- Ait El Farsi
- Ait Ouassif
- Ait Sedrate Jbel El Ouila
- Ait Sedrate Jbel El Soufla
- Ait Sedrate Sahl Charkia
- Ait Sedrate Sahl El Gharbia
- Ait Youl
- Ait Zineb
- Amerzgane
- Aznaguen
- Ghassate

- Idelsane
- Ighil N'Oumgoun
- Ighrem N'Ougdal
- Ikniouen
- Imi N'Oulaoune
- Imider
- Khouzama
- M'Semrir
- Ouaklim
- Ouisselsate
- Siroua

- Skoura Ahl El Oust
- Souk Lakhmis Dades
- Taghzoute N'Ait Atta
- Tarmigt
- Télouet
- Tidli
- Tilmi
- Toudgha El Ouila
- Toudgha Essoufla
- Toundoute